# Bram Welten
Bram Welten (ur. 29 marca 1997 w Tilburgu) – holenderski kolarz szosowy.

## Osiągnięcia
Opracowano na podstawie:

2014
- 3. miejsce w Driedaagse van Axel
  - 1. miejsce w klasyfikacji młodzieżowej
  - 1. miejsce w klasyfikacji punktowej

2015
- 1. miejsce w Guido Reybrouck Classic
- 1. miejsce w Paryż-Roubaix juniorów
- 1. miejsce na 3. etapie Driedaagse van Axel
- 3. miejsce w Menen-Kemmel-Menen
- 1. miejsce w Omloop der Vlaamse Gewesten

2016
- 1. miejsce na 1. etapie Le Triptyque des Monts et Châteaux

2017
- 1. miejsce na 1. etapie Tour de Bretagne
- 1. miejsce w Grand Prix Criquielion
- 2. miejsce w Berner Rundfahrt
- 3. miejsce w Grand Prix de la ville de Pérenchies

2019
- 2. miejsce w Route Adélie de Vitré

2021
- 1. miejsce w Tour de Vendée

## Rankingi
| Rok             | 2016  | 2017 | 2018 | 2019 | 2020 | 2021 | 2022 | 2023  | 2024 |
| --------------- | ----- | ---- | ---- | ---- | ---- | ---- | ---- | ----- | ---- |
| World Ranking   | 1854. | 600. | 254. | 295. | 606. | 102. | 247. | 1102. | 962. |
| UCI Europe Tour | 1283. | 342. | 115. | 241. | 492. | 86.  | 201. | -     | -    |
| UCI Asia Tour   | 587.  | -    | -    |      |      |      |      |       |      |
|                 |       |      |      |      |      |      |      |       |      |
| Źródło: UCI     |       |      |      |      |      |      |      |       |      |